# 生物工程学

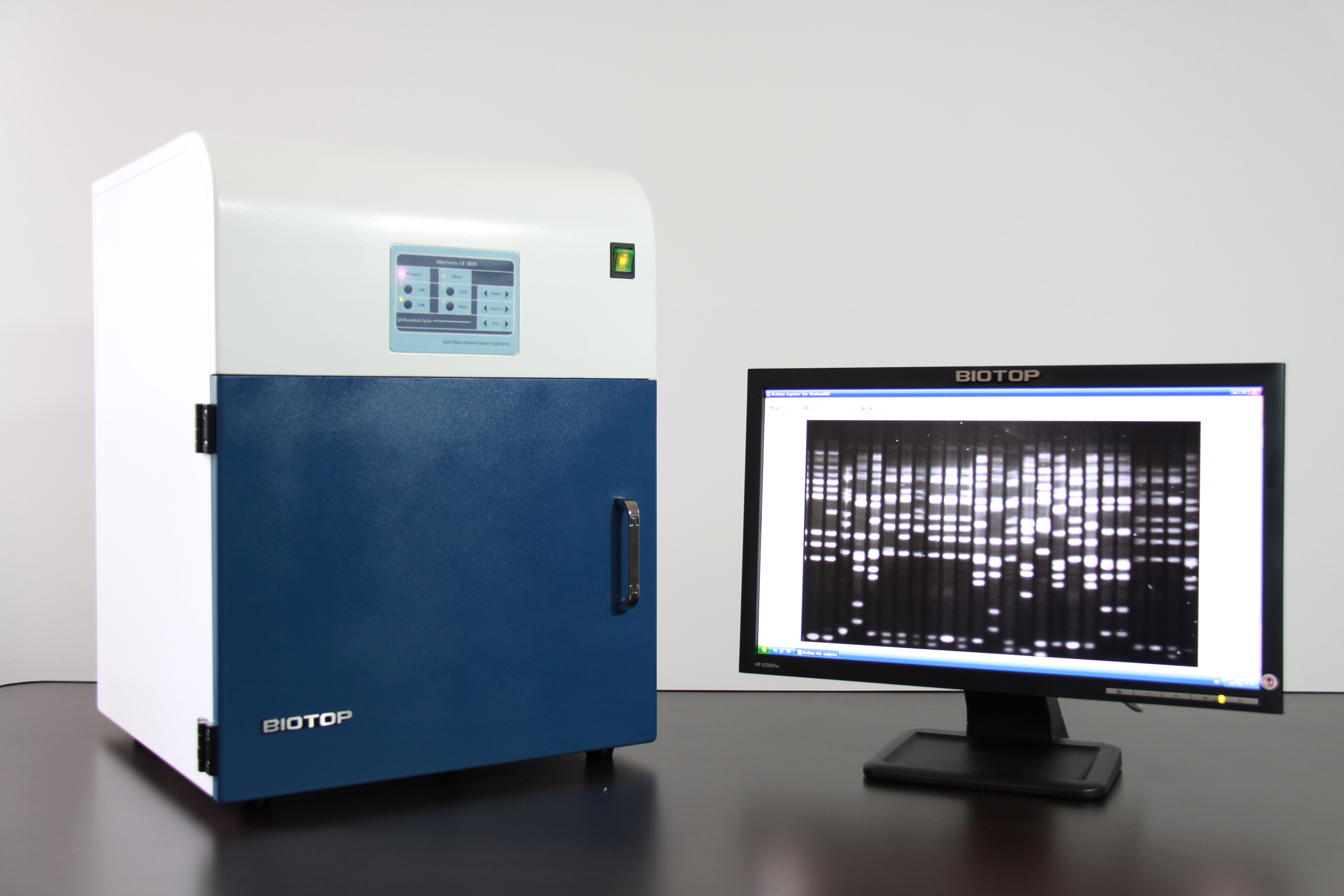
排序基因的專用電腦

生物工程学（英語：Biological Engineering 或 bioengineering），是一种即综合利用数学、物理学、化学、生物学的知识，以及工程学本身的方法，以应对在生物学及医药学等领域等各种问题，满足人类对生物制品需要的一门工程学。它使用包括但不限于分子生物学、生物化学、微生物学、药理学、蛋白化学、細胞学、免疫学、神經科學等学科的知识、方法和技术，以人工再现生物的部分乃至整体生命过程，最终达到生产生物制品或医疗的预期作用。作為一種研究，生物工程學亦包含了生物醫學工程，并与生物技術相關。生物系統工程學亦是生物工程學的範疇。這個學科透過成品設計、可持續發展及分析來使生物系統得到改進及專注應用。
在一般情况下，生物工程师（或生物医学工程师）的企图无论是模仿生物系统创造的产品或修改和控制生物系统，以便它们可以更换，增加，维持，或者预测化学和机械的进程。生物工程师可以用他们的专业知识的其他应用工程和 生物技术，包括基因修饰的植物和微生物,生物工程和生物催化. 工作与医生、临床医生和研究人员、生物工程师使用传统的工程原则和技术，并将它们应用于现实世界的生物和医学问题.

## 分類
当前阶段，生物工程學的热点部分根据主要目的不同大致上可以分成下列三大類：
- 生物进程工程学（英语：Bioprocess Engineering），包括了：
  - 生物進程設計（Bioprocess Design）
  - 生物催化學（生物催化）
  - 生物分離學（Bioseparation）
  - 生物資訊學
- 遺傳工程學，包括：
  - 合成生物學
  - 細胞工程學（Cell Engineering）
  - 組織工程學
  - 基因水平轉移
  - 異源生物學
- 生物醫學工程學，包括：
  - 生物医学技术（英语：Biomedical technology）
  - 生物醫學診斷（Biomedical Diagnosis）
  - 生物醫學治療（Biomedical Therapy）
  - 生物力學
  - 生物材料学（英语：Biomaterials）

## 历史
第二次世界大战前夕，生物工程刚刚开始被认为是一个独立的工程学分支，是一个很新的概念。 二战后，开始迅速发展，这是术语"生物工程"正在被创造出来的基本原因。当时生物工程的前沿研究者是英国科学家 海因茨*沃尔夫 ，他于1954年在国家研究所医学研究。当时电气工程被认为是进行医疗器械生产的工程学分支。但在随后的一段时间，当工程师和生命科学家们开始一起工作，他们认识到需要一门全新而独立的学科解决生物产品生产的相关问题。 要解决这些问题，他们希望得到的生物学家和医药学家投入更多的时间和研究的细节和程序进入的领域，如生物学、心理学和医药.后来生物工程学也可以应用于环境的修改，如表面土壤保护、斜坡的稳定，水道与海岸线保护，防风林、植被屏障（如三北防护林），包括噪音屏障和视屏障。 因为其他工程领域也处理 活生物体，生物工程也可以适用更广义地包括 农业工程和环境工程。

## 參看
- 農業工程學
- 生物技術
- 克隆技術
- 幹細胞技術
- 纳米技術